# Zalog pod Uršulo
Zalog pod Uršulo – wieś w Słowenii, w gminie Šentjur. W 2018 roku liczyła 47 mieszkańców.